# Panitumumab
El panitumumab es un medicamento que pertenece al grupo de los anticuerpos monoclonales y se emplea en el tratamiento del cáncer de colon y cáncer de recto con metástasis.

## Mecanismo de acción
El panitumumab se une al antígeno llamado EGFR (receptor del factor de crecimiento epidérmico) y lo bloquea. Como consecuencia la célula tumoral no recibe los mensajes bioquímicos que estimulan su propagación, y el crecimiento del tumor se enlentece, la forma de actuar es similar a la del cetuximab.

## Indicaciones
Está indicado para el tratamiento de pacientes que presenten cáncer de colon o recto con metástasis, en los que exista expresión del receptor del factor de crecimiento epidérmico. Únicamente cuando la enfermedad progresa a pesar de haberse empleado quimioterápicos como fluoropirimidinas (5-fluorouracilo), oxaliplatino o irinotecán.
Su empleo fue autorizado por la Food and Drug Administration (FDA) de Estados Unidos en septiembre del 2006, por la Agencia Europea de Medicamentos (EMEA) in 2007, y por el Servicio de Salud de Canadá en 2008.

## Administración
Se utiliza a una dosis de 6 mg/kg de peso, por vía intravenosa, administrándose cada 14 días mediante una bomba de perfusión. La administración del fármaco dura unos 60 minutos.

## Precio
El precio es elevado pues el tratamiento para un mes supera los 4.000 euros.